# Isabel Sola Gurpegui
Isabel Sola Gurpegui (Pamplona, 13 de mayo de 1967) es una bióloga española experta en coronavirus y coinventora de tres patentes. Es investigadora del Centro Nacional de Biotecnología (CSIC-UAMC) y codirectora del grupo de coronavirus en dicha institución.

## Biografía
Hija de una familia de agricultores de la localidad navarra de San Adrián. Su madre fue maestra.
Se graduó en Biología por la Universidad de Navarra, donde obtuvo el Premio Extraordinario de Licenciatura. Posteriormente hizo un máster en Ingeniería Biomédica. Realizó su tesis doctoral sobre los coronavirus, en la Universidad Autónoma de Madrid. Su tesis, Interferencia con la infección por coronavirus mediante la expresión de IgA recombinante en animales transgénicos obtuvo el Premio de Laboratorios Hipra a la mejor tesis doctoral en Sanidad Animal.

### Trayectoria profesional
Es coinventora de tres patentes sobre el desarrollo de vectores infectivos derivados de coronavirus y sus aplicaciones, una de las cuales fue premiada en el I Concurso de Patentes Madrid+D. Desde 1998 es investigadora del Centro Nacional de Biotecnología (CSIC-UAMC). También es profesora de los cursos de doctorado en el programa de Biología molecular de la Universidad Autónoma de Madrid.
Es una experta en coronavirus. Es codirectora del grupo de coronavirus del Centro Nacional de Biotecnología, adscrito al CSIC, único laboratorio de España que investiga con los coronavirus. Su trabajo se centra en identificar, analizar y descubrir virus e investigar cómo hacerles frente. A fin de saber qué hacer y cómo reaccionar cuando aparece un virus mortal, o potencialmente peligroso.
Está casada con Miguel Ángel García Soldevilla, natural de Calahorra. El matrimonio tiene tres hijos: María, Miguel Ángel y Sofía.

## Premios
- Premio de Laboratorios Hipra a la mejor tesis doctoral en Sanidad Animal.[7]
- Cruz de Carlos III, el noble de Navarra (2021)[16]